# Барла (Бистрица-Насауд)
Барла (рум. Bârla) насеље је у Румунији у округу Бистрица-Насауд у општини Маришелу. Oпштина се налази на надморској висини од 377 m.

## Становништво
Према подацима из 2002. године у насељу је живело 385 становника, од којих су сви румунске националности.